# Tỉnh (đơn vị hành chính cũ của Pháp)
Tỉnh (tiếng Pháp: province) là một cách phân chia địa thổ hành chính tại Pháp cho đến ngày 4 tháng 3 năm 1790.
Cách phân chia theo tỉnh ở Pháp đã có từ rất lâu, từ thời vùng đất của Pháp còn được gọi là Gaulle. Khi đó, Đế chế La Mã phân chia vùng đất họ cai trị với từ provincia, đó cũng là nguồn gốc từ province.
Hiện nay Pháp dùng département, cũng được dịch ra tiếng Việt là "tỉnh", nhưng là một cách phân chia địa phận mới, được áp dụng sau những năm Cách mạng Pháp.
Trước cách mạng, nước Pháp bao gồm các tỉnh sau đây:
1. Île-de-France (Paris)
2. Berry (Bourges)
3. Orléanais (Orléans)
4. Normandie (Rouen)
5. Languedoc, (Toulouse)
6. Lyonnais (Lyon)
7. Dauphiné (Grenoble)
8. Champagne (Troyes)
9. Aunis, đất phong của Aquitaine
10. Saintonge
11. Poitou, đất phong của Aquitaine
12. Duché (Lãnh địa của Công tước) d'Aquitaine
13. Bourgogne
14. Picardie
15. Anjou
16. Comté (Lãnh địa của Bá tước) de Provence
17. Comté d'Angoulême
18. Bourbonnais (Moulins)
19. Marche (Guéret)
20. Bretagne (Vannes, Nantes, Rennes)
21. Maine (Le Mans)
22. Touraine (Tours)
23. Limousin (Limoges)
24. Comté de Foix (Foix)
25. Duché d'Auvergne
26. Béarn (Pau)
27. Alsace (Strasbourg)
28. Comté d'Artois
29. Roussillon (Perpignan)
30. Flandres (Lille)
31. Franche-Comté (Besançon)
32. Duché de Lorraine
33. Corse (hors carte, Ajaccio RF:1768)
34. Duché de Nivernais

Và một số tỉnh trước năm 1789 không trực thuộc Đế quốc Pháp:
1. Comtat Venaissin, đất phong của Giáo hoàng
2. République de Mulhouse (Cộng hòa Mulhouse), đồng minh với Thụy Sĩ
3. Duché de Savoie, đất phong thuộc Sardaigne
4. Comté de Nice, như trên
5. Principauté (Lãnh địa của Vương công) de Montbéliard